# Categoría Primera A
Categoría Primera A (eller af sponsorhensyn Liga BetPlay Dimayor) er den bedste fodboldrække i Colombia, hvori klubberne spiller om det colombianske mesterskab. Turneringen arrangeres af Colombias fodboldforbund og har været afholdt siden 1948. Ligaen er, ifølge det af FIFA anerkendte fodboldstatistik-site IFFHS, den 9.-stærkeste fodboldliga i verden pr. 2013.
Som i så mange andre latinamerikanske lande kåres der i den colombianske liga en mester hvert halve år, i modsætning til den europæiske model med én mester pr. år. Hvert forår spiller holdene Apertura (åbningen), mens der om efteråret afvikles Finalización (afslutningen). Begge turneringer spilles over 18 kampe. Nedrykning til den næstbedste række, Categoría Primera B, bliver dog udregnet over begge turneringer.
Halvårsmesterskabet blev indført i 2002. Inden da havde der fra 1948-2001 været spillet et helårsmesterskab.
De mest succesfulde hold er Millonarios og Atlético Nacional, der hver har vundet 14 mesterskaber. I alt har 14 forskellige klubber vundet mesterskabet gennem tiden.

## Vindere
Følgende er en liste over de colombianske fodboldmestre, siden ligaens stiftelse i 1948:

### 1948-2002
- 1948: Santa Fe
- 1949: Millonarios
- 1950: Once Caldas
- 1951: Millonarios
- 1952: Millonarios
- 1953: Millonarios
- 1954: Atlético Nacional
- 1955: Independiente Medellín
- 1956: Deportes Quindío
- 1957: Independiente Medellín
- 1958: Santa Fe
- 1959: Millonarios
- 1960: Santa Fe
- 1961: Millonarios
- 1962: Millonarios
- 1963: Millonarios
- 1964: Millonarios
- 1965: Deportivo Cali
- 1966: Santa Fe
- 1967: Deportivo Cali
- 1968: Unión Magdalena
- 1969: Deportivo Cali
- 1970: Deportivo Cali
- 1971: Santa Fe
- 1972: Millonarios
- 1973: Atlético Nacional
- 1974: Deportivo Cali
- 1975: Santa Fe
- 1976: Atlético Nacional
- 1977: Junior
- 1978: Millonarios
- 1979: América
- 1980: Junior
- 1981: Atlético Nacional
- 1982: América
- 1983: América
- 1984: América
- 1985: América
- 1986: América
- 1987: Millonarios
- 1988: Millonarios
- 1989: Ikke afholdt
- 1990: América
- 1991: Atlético Nacional
- 1992: América
- 1993: Junior
- 1994: Atlético Nacional
- 1995: Junior
- 1995-1996: Deportivo Cali
- 1996-1997: América
- 1998: Deportivo Cali
- 1999: Atlético Nacional
- 2000: América
- 2001: América

### 2002- (Halvårsmesterskabet)
| Apertura: - 2002: América - 2003: Once Caldas - 2004: Independiente Medellín - 2005: Atlético Nacional - 2006: Deportivo Pasto - 2007: Atlético Nacional - 2008: Boyacá Chicó - 2009: Once Caldas - 2010: Junior - 2011: Atlético Nacional - 2012: Santa Fe - 2013: Atlético Nacional - 2014: Atlético Nacional - 2015: Deportivo Cali - 2016: Independiente Medellín - 2017: Atlético Nacional - 2018: Deportes Tolima - 2019: Junior - 2020: América (Den blev udsat i marts på grund af COVID 19-pandemien og blev genoptaget i september) - 2021: Deportes Tolima - 2022: Atlético Nacional - 2023: Millonarios - 2024: Atlético Bucaramanga | Finalización: - 2002: Independiente Medellín - 2003: Deportes Tolima - 2004: Junior - 2005: Deportivo Cali - 2006: Cúcuta Deportivo - 2007: Atlético Nacional - 2008: América - 2009: Independiente Medellín - 2010: Once Caldas - 2011: Junior - 2012: Millonarios - 2013: Atlético Nacional - 2014: Santa Fe - 2015: Atlético Nacional - 2016: Santa Fe - 2017: Millonarios - 2018: Junior - 2019: América - 2020: Den blev ikke afholdt på grund af COVID 19-pandemien - 2021: Deportivo Cali - 2022: Deportivo Pereira - 2023: Junior |

## Titler pr. klub
Atlético Nacional (17)
- 1954, 1973, 1976, 1981, 1991, 1994, 1999, 2005–I, 2007–I, 2007–II, 2011–I, 2013–I, 2013–II, 2014–I, 2015–II, 2017–I, 2022–I

Millonarios (16)
- 1949, 1951, 1952, 1953, 1959, 1961, 1962, 1963, 1964, 1972, 1978, 1987, 1988, 2012–II, 2017–II, 2023–I

América (15)
- 1979, 1982, 1983, 1984, 1985, 1986, 1990, 1992, 1996–97, 2000, 2001, 2002–I, 2008–II, 2019-II, 2020

Deportivo Cali (10)
- 1965, 1967, 1969, 1970, 1974, 1995–96, 1998, 2005–II, 2015–I, 2021–II

Atlético Junior (10)
- 1977, 1980, 1993, 1995, 2004–II, 2010–I, 2011–II, 2018–II, 2019–I, 2023–II

Santa Fe (9)
- 1948, 1958, 1960, 1966, 1971, 1975, 2012–I, 2014–II, 2016–II

Independiente Medellín (6)
- 1955, 1957, 2002–II, 2004–I, 2009–II, 2016–I

Once Caldas (4)
- 1950, 2003–I, 2009–I, 2010–II

Deportes Tolima (3)
- 2003–II, 2018–I, 2021–I

Deportivo Pasto (1)
- 2006–I

Deportes Quindío (1)
- 1956

Cúcuta Deportivo (1)
- 2006–II

Atlético Bucaramanga (1)
- 2024–I

Unión Magdalena (1)
- 1968

Boyacá Chicó (1)
- 2008–I

Deportivo Pereira (1)
- 2022–II